# Lijst van voetbalinterlands Barbados - Grenada (vrouwen)
Deze lijst van voetbalinterlands is een overzicht van alle officiële voetbalinterlands tussen de nationale vrouwenteams van Barbados en Grenada. De landen hebben tot nu toe vier keer tegen elkaar gespeeld.

## Wedstrijden
| № | Plaats     | Datum            | Competitie                                       | Wedstrijd          | Uitslag |
| - | ---------- | ---------------- | ------------------------------------------------ | ------------------ | ------- |
| 1 | Bridgetown | 1 april 2010     | Noord-Amerikaans kampioenschap 2010 kwalificatie | Barbados − Grenada | 4 − 0   |
| 2 | Cave Hill  | 23 december 2014 | Vriendschappelijk                                | Barbados − Grenada | 1 − 1   |
| 3 | Kingstown  | 26 november 2017 | Vriendschappelijk                                | Grenada − Barbados | 3 − 2   |
| 4 | Wildey     | 1 april 2022     | Vriendschappelijk                                | Barbados − Grenada | 2 − 1   |

## Samenvatting
| Competitie                                  | Totaal gespeeld | Winst Barbados | Gelijk | Winst Grenada | Doelsaldo Barbados – Grenada |
| ------------------------------------------- | --------------- | -------------- | ------ | ------------- | ---------------------------- |
| Noord-Amerikaans kampioenschap kwalificatie | 1               | 1              | 0      | 0             | 4 − 0                        |
| Vriendschappelijk                           | 3               | 1              | 1      | 1             | 5 − 5                        |
| Totaal                                      | 4               | 2              | 1      | 1             | 9 − 5                        |